# Шербеджия, Раде
Ра́де Ше́рбеджия (хорв. Rade Šerbedžija, серб. Раде Шербеџија; род. 27 июля 1946, Бунич) — югославский и хорватский актер сербского происхождения, снимавшийся во множестве фильмов, как у себя на родине, так и на Западе; с 1990-х годов начал активно работать в Голливуде, преимущественно играя роли восточноевропейцев (Милич в «С широко закрытыми глазами» Стэнли Кубрика, русский мафиози Борис «Бритва» Юринов в «Большом куше», биохимик Владимир Нехорович в «Миссия невыполнима 2», олигарх Иван Третьяк в «Святом», генерал-лейтенант Востов в «Космических ковбоях», болгарский волшебник Грегорович в «Гарри Поттере и Дарах Смерти», словак Тибор в «Евротуре», советский генерал Дмитрий Греденко в телесериале «24 часа», биолог Александр Сирко в телесериале «Поверхность», русский генерал в «Люди Икс: Первый класс»).

## Биография
Шербеджия родился в деревне Бунич в хорватской области Лика в сербской (или сербско-македонской) семье. В 1969 году он окончил Академию драматического искусства при Загребском университете. Он начал свой творческий путь в качестве актёра театра, работая в Хорватском национальном театре и городском драматическом театре Гавелла в Загребе.
Известность в Югославии получил благодаря роли Гамлета в постановке 1974 года. Продолжая играть в театре («Царь Эдип», «Пер Гюнт», «Дон Жуан», «Ричард III»), он стал появляться в кино (ранняя роль офицера четников в «Ужицкой республике») и на телевидении (телепостановка о Николе Тесле). На Западе стал известен после роли офицера, выслушивающего показания женщины, спасшей сотни детей от Холокоста, в фильме «Война Ханны».
Был профессором Академии искусств в г. Нови Сад (Сербия). В 1990-х работал в Лондоне в Театральной компании Колина Редгрейва «Colin Redgrave’s Moving Theatre Company».
В результате войн, сопровождавших распад Югославии, семья актёра была вынуждена перебраться из Хорватии в Белград, а сам он пытался сниматься в разных бывших югославских республиках, включая Македонию («Перед дождём» 1994 года), прожил некоторое время в Словении, а затем появился в Соединённых Штатах.
В 2000 году совместно с Бориславом Вуйчичем Шербеджия основал театр «Улисс» на островах Бриони, где выступает режиссёром и актёром в ряде пьес. Он поддерживает Социалистическую рабочую партию Хорватии.

## Семья
Дочь — Люция Шербеджия, род. 8 июня 1973, актриса;
Сын — Данило Шербеджия, род. 1971, актёр.

## Фильмография
- 1974 — Ужицкая республика — офицер четников Коста Барац
- 1982 — Натуральная оспа — доктор Груич
- 1985 — Жизнь прекрасна — Хармоникас
- 1988 — Война Ханны — капитан Иван
- 1992 — Дезертир — Павие Трусич
- 1992 — Графиня Дора — Карло Армано
- 1994 — Перед дождём — Александр
- 1995 — Две смерти — полковник Джордж Лападус
- 1996 — Чужая свадьба — Иван
- 1997 — Перемирие — Грек
- 1997 — Святой — Иван Третьяк
- 1998 — Могучий Джо Янг — Андрей Штрассер
- 1998 — В открытом море — Франсуа Риффо
- 1998 — По ту сторону прошлого — Юрий Колмар
- 1998 — Польская свадьба — Роман
- 1999 — Сладкий шум жизни — Бруно Мэйер
- 1999 — С широко закрытыми глазами — Милич
- 1999 — Стигматы — Марион Петрочелли
- 2000 — Большой куш — Борис Юринов «Бритва», русский мафиози
- 2000 — Миссия невыполнима 2 — Владимир Нехорвич, русский учёный
- 2000 — Космические ковбои — генерал Востов
- 2002 — Тихий американец — инспектор Виго
- 2004 — Большая вода — Лем Никодиноский в старости (озвучка)
- 2004 — Лихорадка — дипломат
- 2004 — Евротур — Тибор
- 2005 — Деликатес — Пауло
- 2005 — Хранитель: Легенда об Омаре Хайяме — Имам Муаффак
- 2005 — Бэтмен: Начало — Бомж, которому Уэйн отдает своё пальто
- 2005 — Туман — капитан Уильям Блейк
- 2005 — Поверхность — доктор Александр Сирко
- 2006 — Старший сын («Оптимист») — Maксим, русский эмигрант
- 2007 — 24 часа — Дмитрий Греденко
- 2007 — Битва в Сиэтле — доктор Марич
- 2007 — Стрелок — Майкл Сендор/Михайло Щербяк
- 2007 — Осколки — Атос
- 2008 — Карантин — Юрий Иванов
- 2009 — Кодекс вора — Ники Петрович, глава русской мафии / Виктор
- 2009 — Меж двух огней — Никита Соколов
- 2010 — Гарри Поттер и Дары Смерти. Часть 1 — Грегорович
- 2011 — 5 дней августа — русский полковник Демидов
- 2011 — Люди Икс: Первый Класс — русский генерал
- 2011 — В краю крови и мёда — Небойся, сербский командир
- 2012 — Красная вдова — Андрей Петров
- 2012 — Заложница 2 — Мурад Красники
- 2012 — Четвертая власть — медиамагнат Алексей Онегин
- 2012 — Третий тайм — Рафаэл Коэн
- 2013 — Двойник — страшный старик
- 2013 — Чёрный список — Богдан Крилов
- 2014 — Геракл: Начало легенды — Хирон
- 2014 — Аббатство Даунтон — князь Курагин
- 2016 — Освобождение Скопье — Георгий
- 2017 — Мата Хари — Эмиль Гиме
- 2018 — Гордая Мэри — Лука Козлов, глава русской мафии
- 2018 — Странный ангел — Филипп Мешулам
- 2020 — Ответный удар-8 — албанский авторитет
- 2022 — Старик — старый Павлович
- 2022 — Хромые лошади — Николай Катинский
- 2024 — Падение самолета президента / Air Force One Down — генерал Азем Родинов, лидер оппозиции Астовии